# El monstruo de las ramblas
El Monstruo De Las Ramblas è il primo album del duo indie pop Delafé y Las Flores Azules, prodotto da Music Bus nel 2006.

## Tracce
1. Crema Solar
2. Enero En La Playa
3. El Monstruo De Las Ramblas
4. Mar El Poder del Mar
5. Mediterraneo
6. Lametavolante
7. 1
8. Fuzz
9. Mama's
10. La Fuerza
11. Aftersun